# Кріс Брашер
Крістофер Вільям Брашер (англ. Christopher William Brasher; нар. 21 серпня 1928 — пом. 28 лютого 2003) — британський легкоатлет, який спеціалізувався в бігу на середні дистанції та стипль-чезі.

## Із життєпису
Олімпійський чемпіон-1956 з бігу на 3000 метрів з перешкодами.
На попередній Олімпіаді-1952 був 11-м у фіналі бігу з перешкодами.
У 1954 був пейсмейкером в забігу на 1 милю, в якому британець Роджер Банністер вперше в історії «вибіг» з 4 хвилин.
По завершенні спортивної кар'єри (1956) працював спортивним журналістом у газеті «Обзервер» та репортером на BBC.
Пропагував розвиток спортивного орієнтування у Великій Британії.
Виступив співорганізатором Лондонського марафону (1981).
Упродовж 1983—1987 був президентом Асоціації міжнародних марафонів і пробігів.
Був одружений з Ширлі Блум (нар. 1934), переможницею Відкритого чемпіонату Франції з тенісу-1957 у одиночному розряді.
Помер у віці 74 років.

## Основні міжнародні виступи
| Рік  | Змагання                                  | Місто     | Місце | Дисципліна | Примітки         |
| ---- | ----------------------------------------- | --------- | ----- | ---------- | ---------------- |
| 1952 | Олімпійські ігри                          | Гельсінкі | 11    | 3000 м з/п | Відео на YouTube |
| 1954 | Ігри Британської імперії та Співдружності | Ванкувер  | заб   | 1 миля     |                  |
| 1956 | Олімпійські ігри                          | Мельбурн  | 1     | 3000 м з/п | Відео на YouTube |